# Buković (ort i Kroatien)
Buković är en ort i Kroatien.   Den ligger i länet Zadars län, i den södra delen av landet, 200 km söder om huvudstaden Zagreb. Buković ligger 225 meter över havet och antalet invånare är 526.
Terrängen runt Buković är platt söderut, men norrut är den kuperad. Runt Buković är det glesbefolkat, med 8 invånare per kvadratkilometer. Närmaste större samhälle är Benkovac, 0,86 km väster om Buković. Trakten runt Buković består till största delen av jordbruksmark.